# Prasat Mueang Kaek

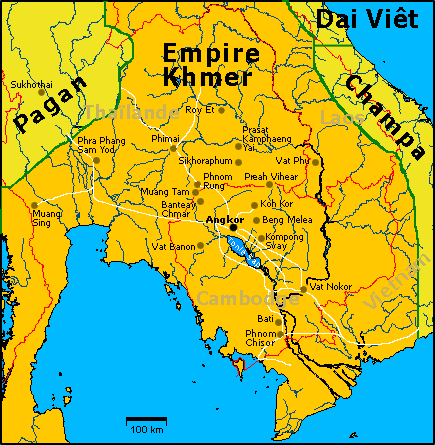
Principaux sites khmers

Le Prasat Mueang Kaek est un temple khmer situé en Thaïlande, dans la province de Nakhon Ratchasima, district de Sung Noen. Il est contemporain du Prasat Non Ku, situé 500 mètres au sud. Des fouilles entreprises en 1959 et 1990-1991 suggèrent qu'il s'agissait d'un sanctuaire hindouiste construit au Xe siècle.

Cet ensemble en brique et grès, oreinté au nord, consiste en une tour principale, deux bannalais, une galerie intérieure, un mur d'enceinte, une douve et deux bâtiments de brique.

## Plan
Comme indiqué précédemment, le prasat est orienté au nord plutôt qu'à l'est. Non seulement le sanctuaire principal est orienté nord-sud, mais il est précédé d'un gopura particulièrement massif au nord. Le mur que coupe ce gopura délimite une surface à peu près carrée de 40 mètres de côté, et à l'intérieur de l'enceinte externe, on trouve une douve de 15 mètres de large, en U, qui entoure complètement le sanctuaire et son enceinte intérieure, mise à part une large chaussée au nord

## Legopuranord
Seuls la plateforme de grès, les marches et les piliers du gopura nord demeurent. La partie supérieure, qui devait être en brique, a disparu (les briques en place sont récentes). Le gopura avait trois fenêtres de chaque côté de la porte, quelques-uns des balustres ont été retrouvés et remis en place. La taille de ce gopura est exceptionnelle et semble disproportionnée par rapport à la taille de ce prasat. La raison semble en être la période à laquelle a été construit cet ensemble (à la fin de la période Koh Ker à la fin du  Xe siècle. L'exemple typique est le Prasat Thom à Koh Ker, au nord-est d'Angkor, où Jayavarman IV déplaça sa capitale pour une période de 20 ans à partir de l'année 928. Une des caractéristiques ces sanctuaires de cette époque est que la taille des bâtiments décroit en allant de l'extérieur vers le sanctuaire central. Ce style vient lui-même des temples Chola de l'Inde du sud (par exemple celui de Chidambaram). Plus tard, l'architecture khmère adopta le principe opposé, c'est-à-dire des bâtiments de plus en plus grand à mesure qu'on va vers le centre.

## Le hall
À l'intérieur du mur d'enceinte, dont il ne reste que le sol, il semble que le plan devait comporter de longs halls qui entourant la cour intérieure. Néanmoins, il ne reste des vestiges que de celui de l'est. On peut voir des travaux préparatoires à la construction d'un hall similaire à l'ouest. Ces longs halls semblent être les précurseurs de galeries que l'on peut voir dans certains temples khmers plus récents comme au Prasat Hin Phimai ou au Prasat Phnom Rung. Au Prasat Thom à Koh Ker, on retrouve quelque chose de similaire, c'est-à-dire l'enchaînement de longues chambres, qui forment de facto une galerie. Les murs extérieurs et intérieurs de ces halls étaient en brique, et percés de fenêtres rectangulaires vers l'extérieur. On pense que le tout était recouvert soit de tuiles soit de bois.

## Le sanctuaire central
Au milieu du site, on peut encore voir la base et les encadrements de porte du sanctuaire principal. Cette base, particulièrement élevée puisqu'elle fait presque un mètre de hauteur, devait supporter le bâtiment principal en brique. Les encadrements de porte encore en place sont en fait ceux du mandapa situé au nord du sanctuaire. La plateforme se prolonge, de chaque côté du sanctuaire, à l'est et à l'ouest, formant ainsi un T, et suggérant que d'autres bâtiments étaient peut-être prévus, peut être deux autres tours. De nombreux objets en bronze ont été trouvés au cours des fouilles dans le porche nord du mandapa.
Les antéfixes trouvés sur place sont maintenant conservés au Musée Mohawirawong de Nakhon Ratchasima, les linteaux étant pour leur part, conservés au Musée National de Phimai.

## Photos

Photos
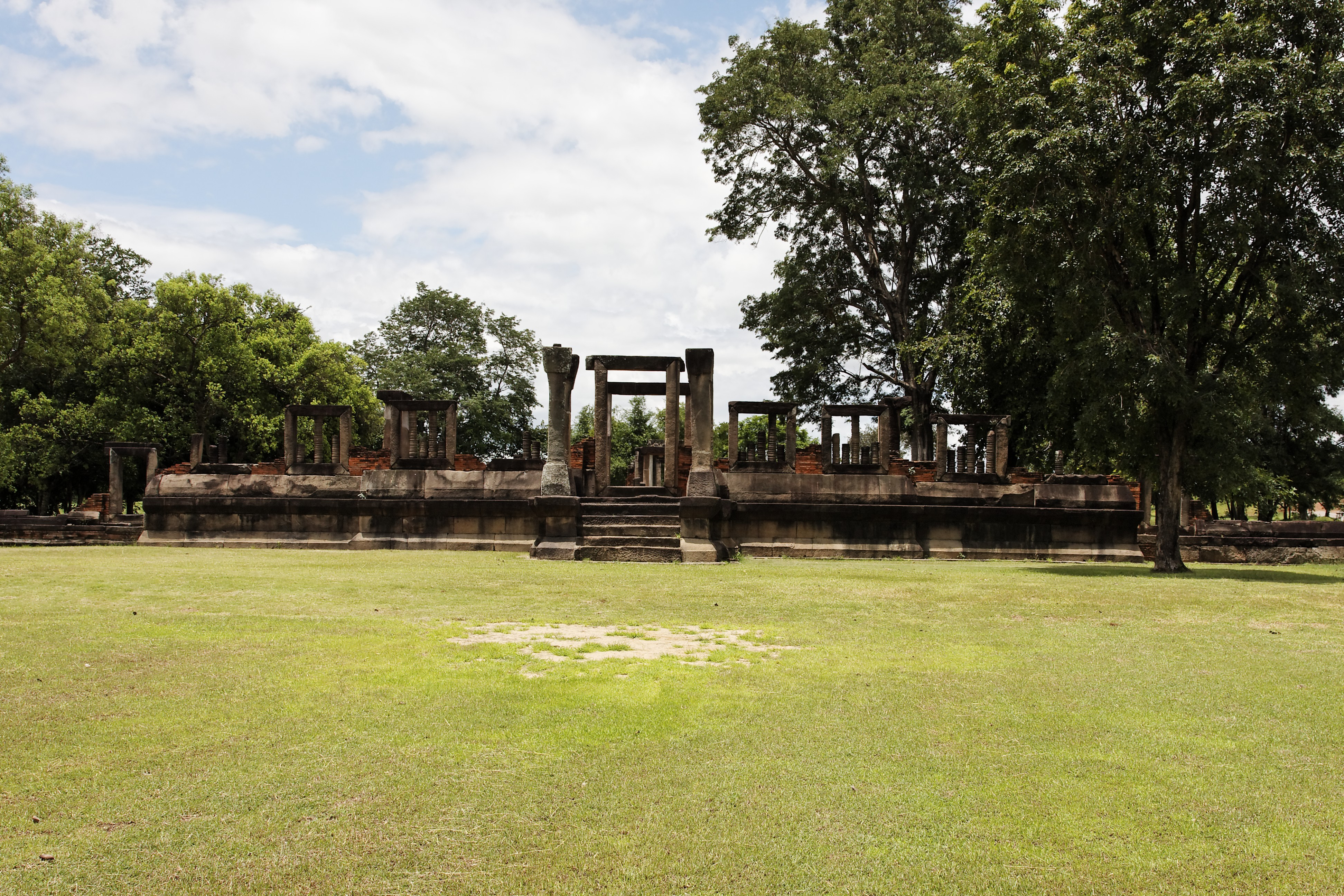
Vue d'ensemble
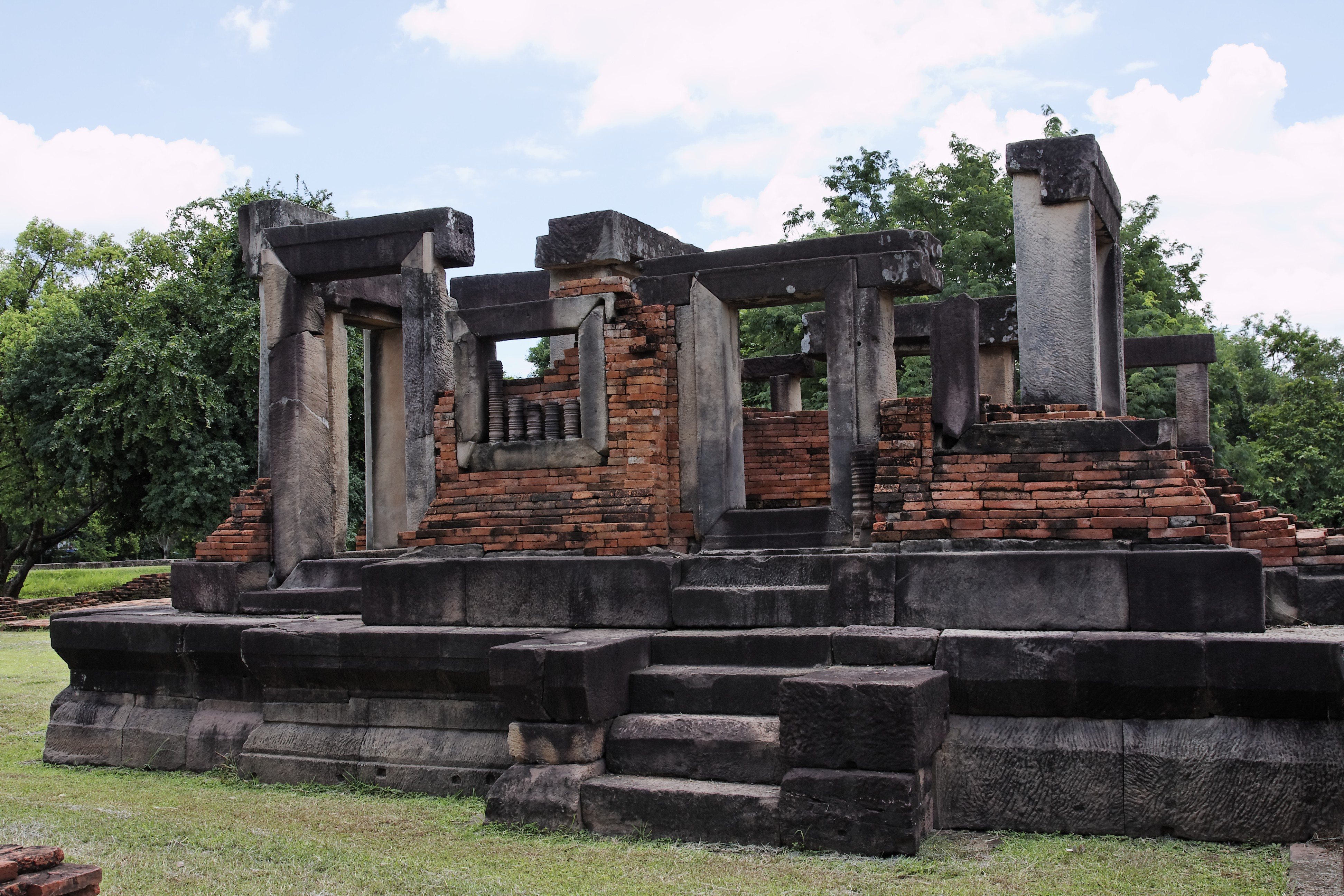
Le bâtiment principal en brique et grès
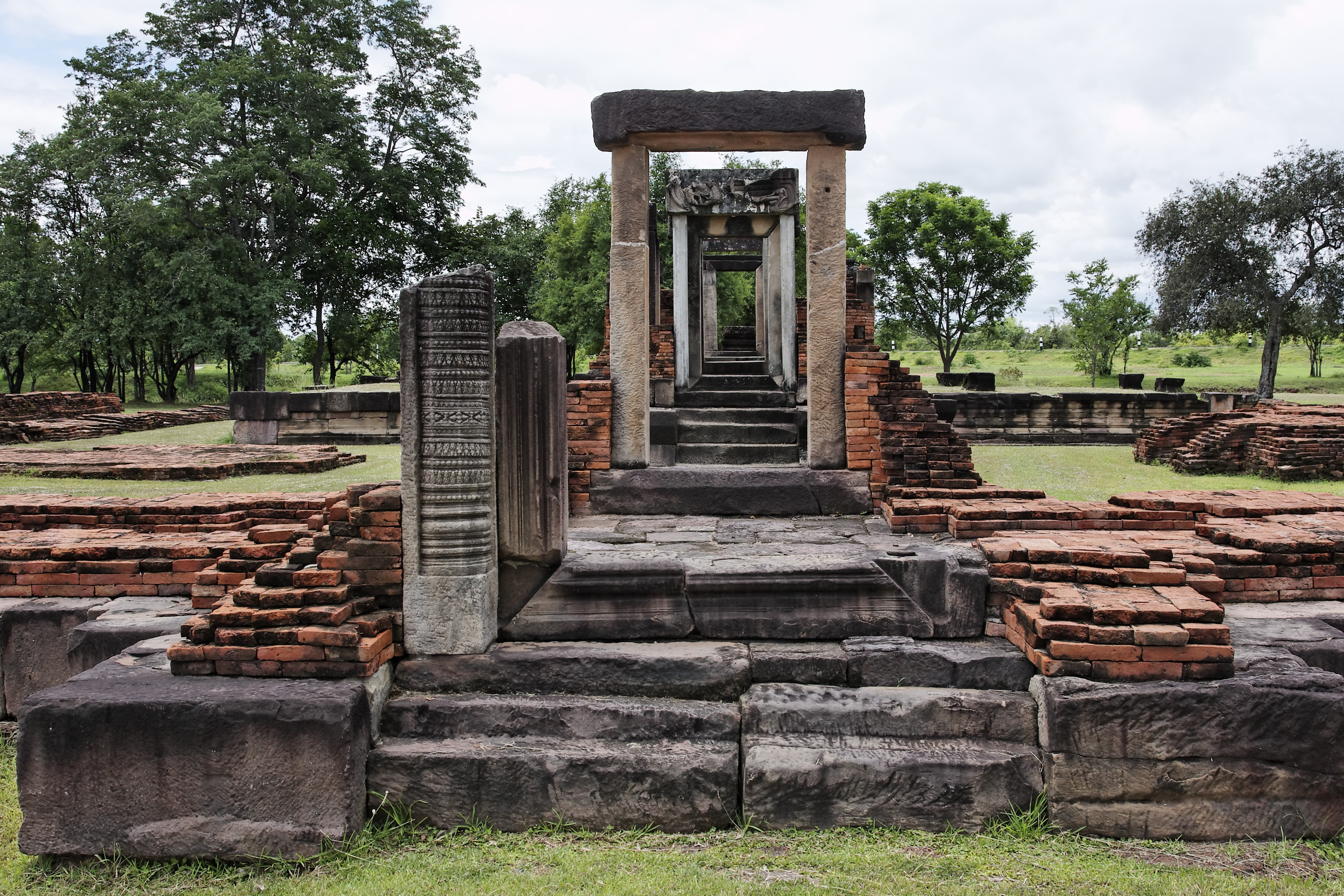
Le bâtiment principal
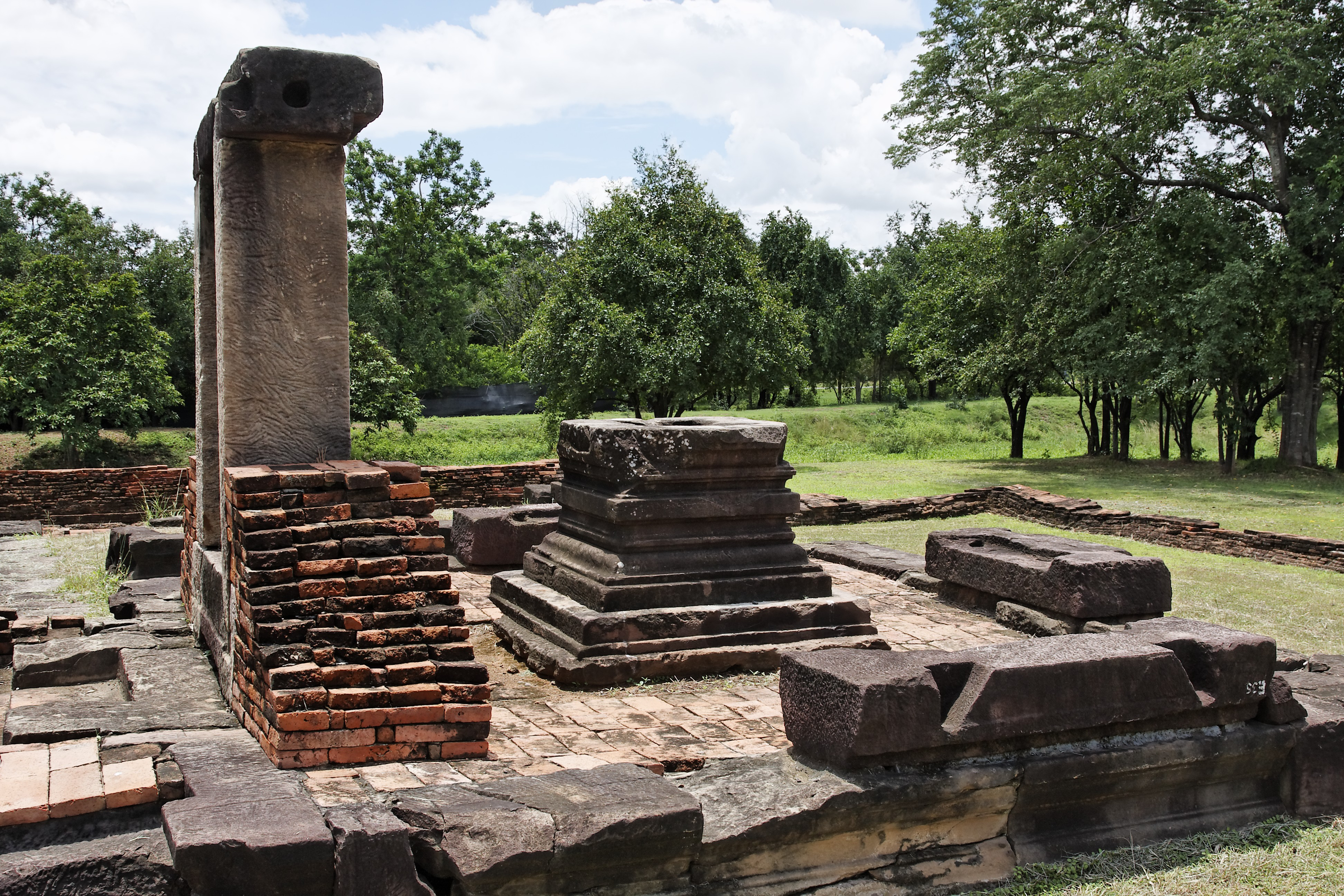
Le bâtiment principal
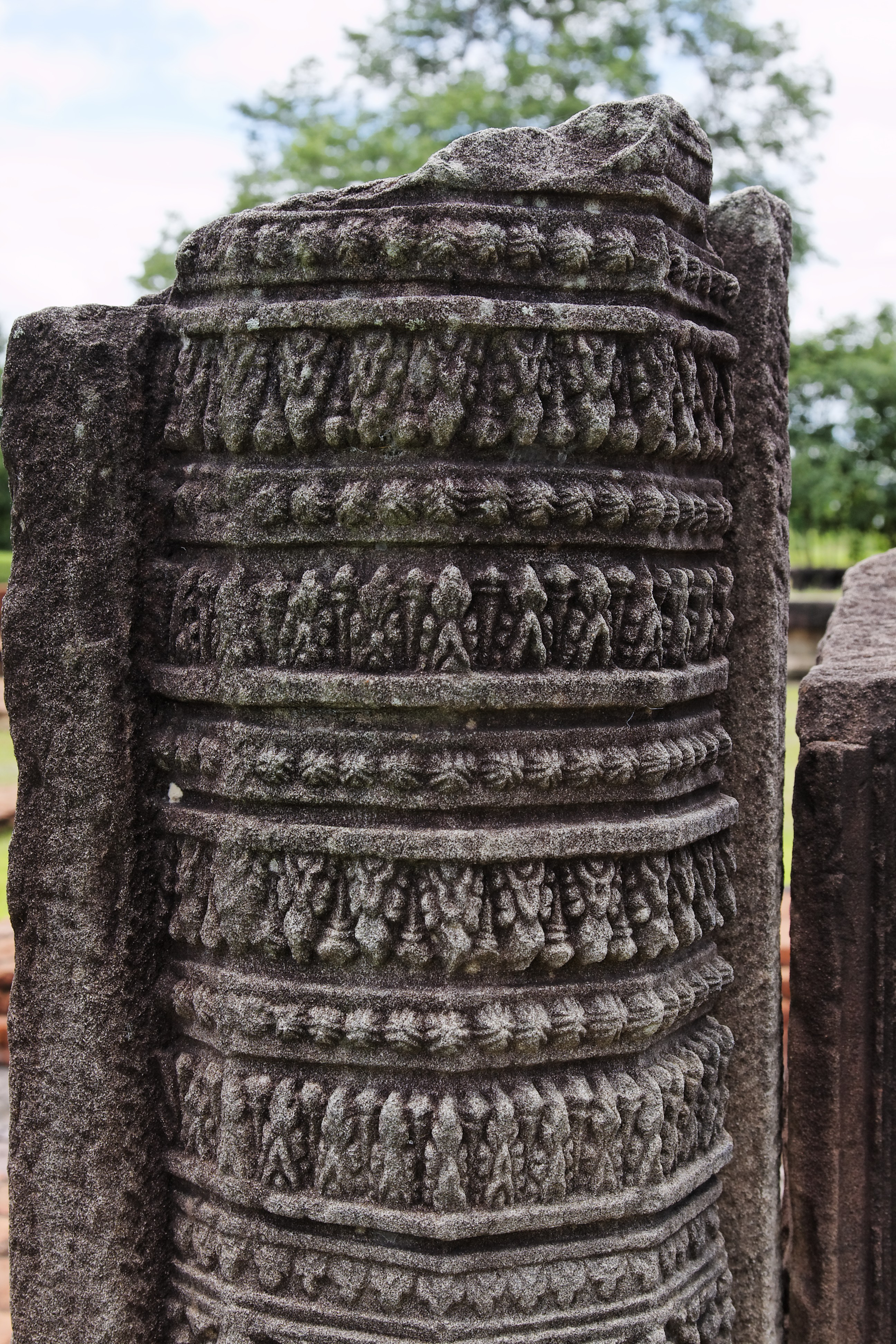
détail d'une fausse colonne
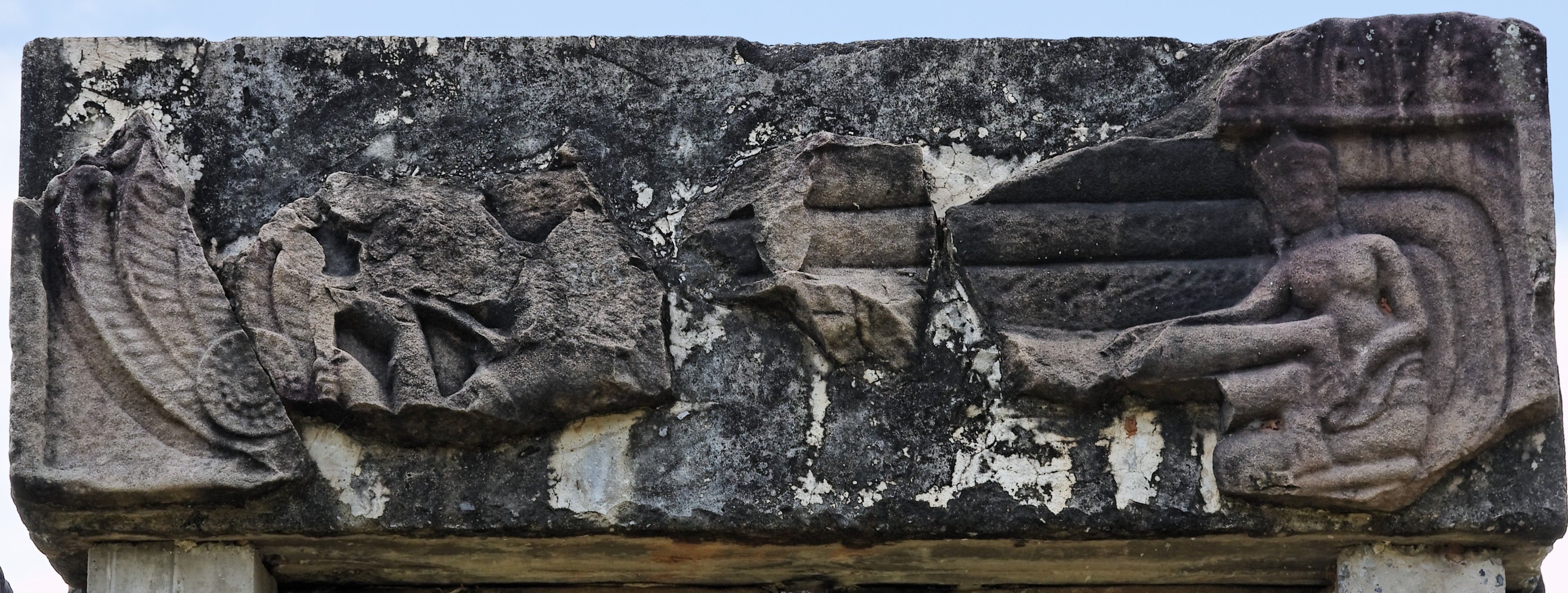
Un linteau, représentant Vishnou se reposant sur le serpent Ananta; son épouse Lakshmi lui masse les jambes